# Portomao
Serreta de calafat d'aproximadament dos pams de llargària, utilitzada per a arribar a llocs dificils i estrets de l'embarcació, de vegades lleugerament covada. Dents disposats de manera que serrava en estissar (com fam les tradicionals serres japoneses). Etimologia portuguesa.